# Влад А4
Влад А4 (настоящее имя ― Владисла́в Андре́евич Бума́га; род. 5 июня 1996, Минск) — белорусский видеоблогер, певец, инстаблогер, бизнесмен, и актёр. Создатель и владелец YouTube-каналов «А4» и «А5». Считается одним из самых популярных видеоблогеров русскоязычного сегмента видеохостинга YouTube.

## Биография

### Ранние годы
Родился 5 июня 1996 года в Минске. Его отец Андрей Бумага — инженер, а мать — учительница начальных классов. В детстве Влад стеснялся своей фамилии, и даже просил своих родителей поменять её на более благозвучную. Со временем у повзрослевшего юноши появились другие интересы, и он перестал комплексовать по этому поводу. Детство Влада прошло в микрорайоне Серебрянка.
С семи лет начал увлекаться хоккеем. Девять лет играл нападающим в детско-юношеской спортивной школе «Динамо» и «Юность». Один год тренировался в Чехии. С шестнадцати лет перестал заниматься спортом из-за травмы.

### Личная жизнь
С апреля 2017 года состоит в отношениях с белорусским видеоблогером и певицей Юлией Годуновой. 8 мая 2024 года у пары родилась дочь Оливия.
Является болельщиком ФК «Динамо». В мае 2023 года вместе с девочкой Снежаной символическим ударом открывал матч против «Локомотива».

## Карьера
29 ноября 2014 года Влад Бумага зарегистрировал свой канал на YouTube с названием «A4», обыгрывая свою настоящую фамилию Бумага. Известность пришла в декабре 2016 года после публикации ролика «24 часа в батутном центре», когда количество подписчиков в течение месяца выросло с 200 тыс. до 1 млн человек.
Свою карьеру музыканта Влад начал с пародии на песню Грибы — «Тает лёд», которая набрала 63 млн просмотров. 12 августа 2018 года выпустил клип «Батя», а 31 мая 2019 года совместно с Катей Адушкиной — «Огонь».
В 2019 году согласно ролику YouTube Rewind Влад Бумага занял 9-е место среди самых залайканных видеоблогеров, набрав 2 млн лайков в видеоролике «Покупаю всё, что ты можешь унести из магазина!».
По данным аналитического сервера Brand Analytics в сентябре 2019 года Влад Бумага стал вторым по популярности среди всех русскоязычных YouTube-блогеров. По словам Михаила Быченка, совладельца Media Cube, инфлюенсер уровня Влада Бумаги зарабатывает в месяц от 10 тыс. до 100 тыс. долларов США.
7 февраля 2020 года стал гостем программы «Вечерний Ургант».
По мнению белорусских СМИ Влад Бумага считается самым популярным видеоблогером в стране. С 6 по 13 апреля и с 13 по 20 апреля 2020 года по данным Social Blade количество просмотров роликов на канале «А4» превзошли результат просмотров шведского блогера Пьюдипая.
Кроме основного канала «А4» Влад Бумага в октябре 2019 года открыл канал «Головной Рис» на тему головоломок и в декабре 2019 года канал с экспериментами «А5».
По мнению аналитической компании AMDG является вторым по популярности белорусским блогером в социальной сети TikTok с результатом 4,7 млн подписчиков.
Согласно данным интернет-издания SRSLY Влад Бумага занял 3-е место в рейтинге популярных блогеров за первое полугодие 2020 года, уступив 
Насте Ивлеевой и Оксане Самойловой.
В 2020 году Влад попал в номинацию рейтинга Forbes «30 самых перспективных россиян до 30 лет» в категории «Новые медиа», однако не смог победить — лауреатами назвали Нурлана Сабурова, Юлию Пош и Татьяну Столяр.
В 2020 году компания Влада «ЧЕТЫРЕАЧЕТЫРЕ» стала резидентом Парка высоких технологий. Компания занимается разработкой программного обеспечения для аналитики состояния и динамики зрительского интереса на видеоплатформах.
Осенью 2021 года на несколько месяцев перестал публиковать материалы под своим аккаунтом. Продюсер Влада Екатерина Стабровская заявила, что не может делать заявлений по этому поводу.
По итогам 2021 года на YouTube занял первую позицию в рейтинге «Топ авторов» в России.
19 декабря 2024 года стал участником «Прямой линии с Владимиром Путиным», на которой спросил у президента о причинах замедления YouTube в России и совет о том, какой посыл ему следует вкладывать в контент для детей.

## Бизнес-модель

### Lava-Lava
В 2021 году Влад зарегистрировал компанию «Бумажная Бумага» в партнёрстве с прошлыми топ-менеджерами «Danone Россия» и сетевых магазинов «Пятёрочка» и «Дикси». Эта компания занимается запуском и развитием товаров бренда «Lava-Lava».
В 2022 году Влад запустил новый бизнес под брендом «Lava-Lava», занимающийся производством различных снэков и напитков.

### A4 pizza
В августе 2023 года, совместно с ресторатором Антоном Пинским, Влад открыл в России свою сеть доставок и пиццерий — «A4 pizza».

## Критика
В 2021 году американские блогеры MrBeast и JustDustin обвинили Влада Бумагу в плагиате — копировании обложек и идей для видео без получения разрешения от авторов оригинальных роликов.

## Дискография

### Мини-альбомы
- «Детские песни»[40] (2020)

### Синглы
- «Батя» (2018)[16]
- «Огонь» (при участии Кати Адушкиной) (2019)[17]
- «Каспер Бой» (2019)[17]
- «Офишлбывший» (2019)[41]
- «Песня про осень» (2019)[41]
- «Новогодняя песня» (при участии The Limba, Jony, Егора Крида) (2022)
- «Лама мама» (2024)

### Сборники
- «К мечте» (2021)

## Фильмография
| Год  |   | Название                   | Роль                                                 |
| ---- | - | -------------------------- | ---------------------------------------------------- |
| 2023 | ф | Иван Васильевич меняет всё | Жорж Дантес                                          |
| 2024 | с | Папины дочки. Новые        | приглашённая звезда на день рождения Сони (22 серия) |

## Награды и номинации
| Год  | Издатель | Номинация                                  | Категория   | Результат | Прим.  |
| ---- | -------- | ------------------------------------------ | ----------- | --------- | ------ |
| 2020 | Forbes   | «30 самых перспективных россиян до 30 лет» | Новые медиа | Номинация | [ 42 ] |

### Рейтинги
| Год  | Издатель | Рейтинг                        | Работа/автор                                     | Позиция | Прим.  |
| ---- | -------- | ------------------------------ | ------------------------------------------------ | ------- | ------ |
| 2019 | YouTube  | Топ залайканных видео (В мире) | «Покупаю всё, что ты можешь унести из магазина!» | 9       | [ 43 ] |
| 2021 | YouTube  | Топ 10: Топ авторов (Россия)   | Влад Бумага                                      | 1       | [ 44 ] |